# Yukie Utsumi
Yukie Utsumi (内海幸枝 Utsumi Yukie?) es uno de los personajes principales de la novela Battle Royale. En la película y el manga tiene el mismo nombre. En la adaptación al inglés, su nombre está erróneamente escrito como Yukio en algunas ocasiones. Es interpretada por la actriz Eri Ishikawa en la película del año 2000.

## Antes del juego
Yukie Utsumi es una de los estudiantes de la clase de tercer año del instituto Shiroiwa de la ciudad ficticia de Shiroiwa (en la prefectura de Kagawa en la novela y el manga mientras que en la película es en la prefectura de Kanagawa). Ella es la delegada de la clase y está en el equipo de voleibol; Yukie, es una de las defensas del equipo, trabaja en armonía con su amiga Haruka Tanizawa, que está en ataque. Yukie es una chica inteligente, cuidadosa, trabajadora y es muy sutil en decir lo que piensa. Es una de las mejores amigas de Haruka y está enamorada de Shuya Nanahara. En la novela y el manga, el peinado de Yukie es con trenzas en el pelo, mientras que en la película es totalmente liso y está suelto.
Al igual que el resto de sus compañeros Yukie se encontraba en el bus camino a su viaje de excursión escolar de primavera cuando fueron dormidos, secuestrados y trasladados a la escuela de una isla de la prefectura por soldados y agentes del gobierno.

## En el juego
Como el resto de sus compañeros, Yukie despertó para descubrir que su clase fue seleccionada para participar en el Programa de ese año en su prefectura y que les habían puesto collares explosivos para obligarlos a jugar. Tras ver como Fumiyo y Yoshitoki son asesinados por el encargado escucha las reglas, recibe su equipamiento y es enviada fuera del colegio; una vez allí hizo un plan para reunir tantas chicas como sea posible, para encontrar una solución juntas y escapar, siendo la primera que encuentra Haruka Tanizawa.
En el manga, cuando matan a Fumiyo Fujiyoshi, Yukie estaba sentada detrás de ella y vio como moría. Su mesa estaba llena de sangre, con la cabeza de Fujiyoshi echada sobre su mesa, mirándola fijamente. En la novela y el manga, fue testigo de los suicidios Sakura Ogawa y de Kazuhiko Yamamoto saltando desde un acantilado. Previamente, en la entrada del colegio, Yukie y Haruka fueron testigos de cómo Kazushi Niida mató a Yoshio Akamatsu y por miedo, Haruka decidió que en el grupo no entraran chicos, solo chicas. Consiguen reunir a varias chicas: Yuka Nakagawa, Satomi Noda y Chisato Matsui, pero no quieren que entren al grupo ni Takako Chigusa (porque no pertenecía al equipo de voleibol y según ellas "se creía de mucho") ni a Yoshimi Yahagi (porque estaba en el grupo de Mitsuko) y por eso no se molestan en buscarlas.
En la película, las mismas chicas pertenecen al grupo de Yukie, pero no se habla de la exclusión de Chigusa y Yoshimi.
En todas las versiones, Yukie recibe una pistola (en la película una Smith&Wesson 357), después ella reúne a su grupo de amigas y se atrincheran en un faro que está muy cerca de la costa. Más adelante, una de las chicas encuentra tirada a Yuko Sakaki, parece ser que está en un estado semi-catatónico. Después que dejen a Shuya Nanahara, herido, en el faro para cuidarlo (una de las chicas del grupo lo encuentra en la novela mientras que en la película y el manga es Hiroki Sugimura en el que entrega a Nanahara), Yukie decide cuidar de él y consigue curar sus heridas; además convence al resto del grupo para que Nanahara pueda quedarse. Cuando Nanahara despierta, Yukie le pone al tanto de los informes que se ha perdido y de las últimas bajas. En la novela y el manga, Yukie menciona a varias personas, incluyendo a Hirono Shimizu, Keita Iijima, Yutaka Seto, Toshinori Oda, Yuichiro Takiguchi, Tadakatsu Hatagami y uno de sus mejores amigos, Shinji Mimura; entonces, Yukie admite que está enamorada de Nanahara. En la película no nombra a tanta gente y cambian algunos nombres. En la película le dice que han muerto Toshinori Oda, Mizuho Inada, Kaori Minami, Yuichiro Takiguchi y Tadakatsu Hatagami.
Ella no admite que está enamorada de Nanahara directamente en la mayoría de las traducciones de la película. La línea, quizás la más famosa, de la película se traduce en casi todas las versiones como ¿Sabes lo que eso significa?. Pero Nanahara no entiende la indirecta. En el manga, se revela que Yukie lleva varios años enamorada de Nanahara y se nota que Yukie no quiere que Noriko Nakagawa se lo "robe". Yukie, también, le da a Nanahara su primer beso mientras él está durmiendo y el segundo cuando despierta. Nanahara piensa que el segundo beso ha sido el primero porque estaba dormido cuando se lo dieron, pero más adelante en el manga, descubre que Yukie le dio uno más mientras dormía.

## Destino
Una vez en la cocina del faro, Yukie le cuenta a sus amigas que gracias a Shuya y Sugimura se ha enterado de que Kawada conoce un método para escapar y podrán reunirse cuando Shuya este en condiciones de llevarlos con él lo que hace que todas celebren de alegría. Yuko Sakaki, que fue testigo de la pelea que tuvieron Nanahara y Oki, recuerda cómo Nanahara lo mató, aunque fue accidentalmente, pero desde su perspectiva trastornada se ha convencido de que éste lo hizo por placer y que ha venido al faro a asesinarlas, por lo que planea evitarlo y envenena la comida que le van a servir. Pero, accidentalmente, la comida envenenada se la come Yuka Nakagawa y, por tanto, muere. Después de lo ocurrido con Yuka todas las chicas se ponen nerviosas y Satomi, debido a un ataque de paranoia, las amenaza con su arma y al final mata a Chisato Matsui. Entonces empieza un fuerte tiroteo, Yukie intenta dispararla con su pistola pero, antes de que pudiera hacerlo, Satomi la dispara antes y la mata.
Mientras, en la película, Yukie es la que mata a Satomi; antes de morir, Yukie lamenta la falta de confianza que ha habido en el grupo (en la versión japonesa, la última palabra que dice Yukie antes de morir es "Baka" que podría traducirse como "tonto", "estúpido", "idiota" y/o "gilipollas"). Mientras que en la versión de Latinoamérica Yukie simplemente antes de morir dice "maldita todas pudimos vivir, maldita, maldita, ¡¡¡Maldita!!!" a Satomi por haber comenzado el tiroteo acusando a todas ellas de asesinar a Yuka.